# Лукке, Йорг
Йорг Лукке (нем. Jörg Lucke, род. 7 января 1942, Берлин) — немецкий гребец, двукратный чемпион летних Олимпийских игр, чемпион мира 1975 года, чемпион Европы 1971 года, многократный чемпион ГДР.

## Биография
Первую победу на национальном чемпионате Йорг Лукке одержал в 1961 году, когда завоевал золотую медаль в составе четвёрки распашной без рулевого клуба TSC Oberschöneweide, а также стал бронзовым призёрам в восьмёрках. На следующий год Лукке не удалось повторить победный результат и на чемпионате ГДР в Потсдаме безрульная четвёрка с Йоргом в составе стала только третьей.
С 1963 году Лукке и партнёр по четвёрке Хайнц-Юрген Боте стали выступать за клуб TSC Berlin в безрульных двойках распашных и в восьмёрках и в первый же год стали чемпионами ГДР в обеих дисциплинах. В 1965 году они повторили свой результат, а в 1966 году заняли второе место, уступив экипажу из Дрездена Клаусу Якобу и Манфреду Гельпке, также в этом году Лукке завоевал свою первую международную награду, завоевав в составе восьмёрки бронзу чемпионата мира. В 1967 году Лукке в очередной раз стал чемпионом страны, победив в составе восьмёрки. В 1968 году Лукке и Боте в третий раз стали чемпионами в зачёте двоек без рулевого и завоевали право представлять страну на летних Олимпийских играх в Мехико. На предварительных стадиях в соревнованиях двоек немецкие гребцы не показывали высоких результатов, в результате чего пробиваться в полуфинал им пришлось через отборочной раунд. В финал Лукке и Боте также вышли только с третьего места. Однако в решающем заезде гребцам из ГДР удалось показать высокую скорость и, прибавив на второй половине дистанции, выиграть золотые медали. Причём судьба первого места решалась с помощью фотофиниша.
После окончания Игр Йорг во второй раз сменил клуб, перейдя вместе с Боте из TSC Berlin в SC Berlin-Grünau. В 1970 году олимпийские чемпионы в составе четвёрки с рулевым стали серебряными призёрами национального первенства. После того, как Боте завершил спортивную карьеру, Лукке стал выступать в соревнованиях двоек с рулевым. Первым крупным успехов в данном классе для Лукке стала победа на чемпионате ГДР 1971 года вместе с Вольфгангом Гункелем и рулевым Клаусом-Дитером Нойбертом. Затем немецким спортсменам удалось стать чемпионами Европы на первенстве в Копенгагене. В 1972 году немецкие гребцы в этом же составе приняли участие в летних Олимпийских играх в Мюнхене. Лукке, Гункель и Нойберт уверенно выиграли свои заезды в предварительном раунде и полуфинале и вышли в финал. В решающем заезде восточногерманские гребцы вновь пришли к финишу первыми, став обладателями золотых наград. С 1973 по 1975 год Лукке и Гункель трижды подряд стали чемпионами страны в двойках распашных с рулевыми. При этом первые два титула были завоёваны с Нойбертом в качестве рулевого, а последнее чемпионство было добыто вместе с Берндом Фритшем. Таким образом Лукке довёл число побед в рамках чемпионата ГДР до 10. В 1973 году немецкий экипаж завоевал серебро чемпионата Европы, а в 1974 году стали вторыми на чемпионате мира. Единственное недостающее в коллекции золото с мировых первенств Лукке завоевал в 1975 году, став вместе с Гункелем и Фритшем победителем чемпионата в Ноттингеме.